# Vulcano esplosivo

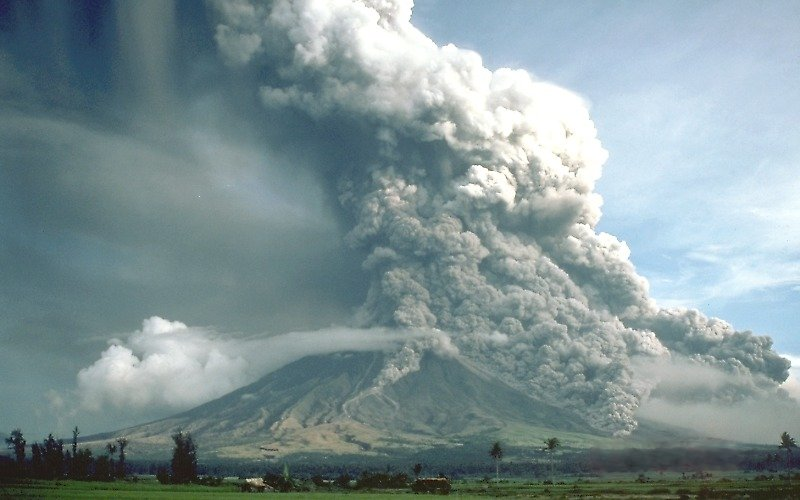
Il Mayon parzialmente coperto da nubi ardenti e sotto la colonna eruttiva, Filippine, 1984

Il vulcano esplosivo è un vulcano che emette lave generalmente andesitiche, sufficientemente viscose da non formare delle colate di lava, ma da accumularsi sulla bocca eruttiva formando guglie o duomi di lava. 
Quando la massa di lava così accumulatasi collassa o esplode nella sua totalità o in parte, una colonna eruttiva di gas, ceneri e lapilli si innalza per chilometri sopra il vulcano; quando la spinta dei gas si esaurisce, la colonna ricade sotto forma di nubi ardenti che scendono lungo i fianchi a centinaia di chilometri orari di velocità, spostandosi anche a grande distanza dal centro eruttivo.   
I vulcani esplosivi si trovano principalmente nelle zone di subduzione, dove le placche continentali collidono tra loro. In particolare nella cintura di fuoco del Pacifico sono famosi il monte Merapi, il monte Unzen, il Pinatubo, il Mayon e il monte Sant'Elena; questi vulcani sono presenti anche in altre regioni e tra i più conosciuti si possono citare il Vesuvio e il La Pelée.
Le più forti eruzioni vulcaniche in termini di Indice di esplosività vulcanica sono prodotte da questa tipologia di vulcani. Essi possono essere completamente distrutti durante l'eruzione, dando luogo in questo caso alla formazione di una caldera. Un tale evento si produsse circa 73 000 anni fa nell'area nota come lago Toba. Un'altra famosa caldera è quella dell'isola di Santorini, in Grecia.